# Attac

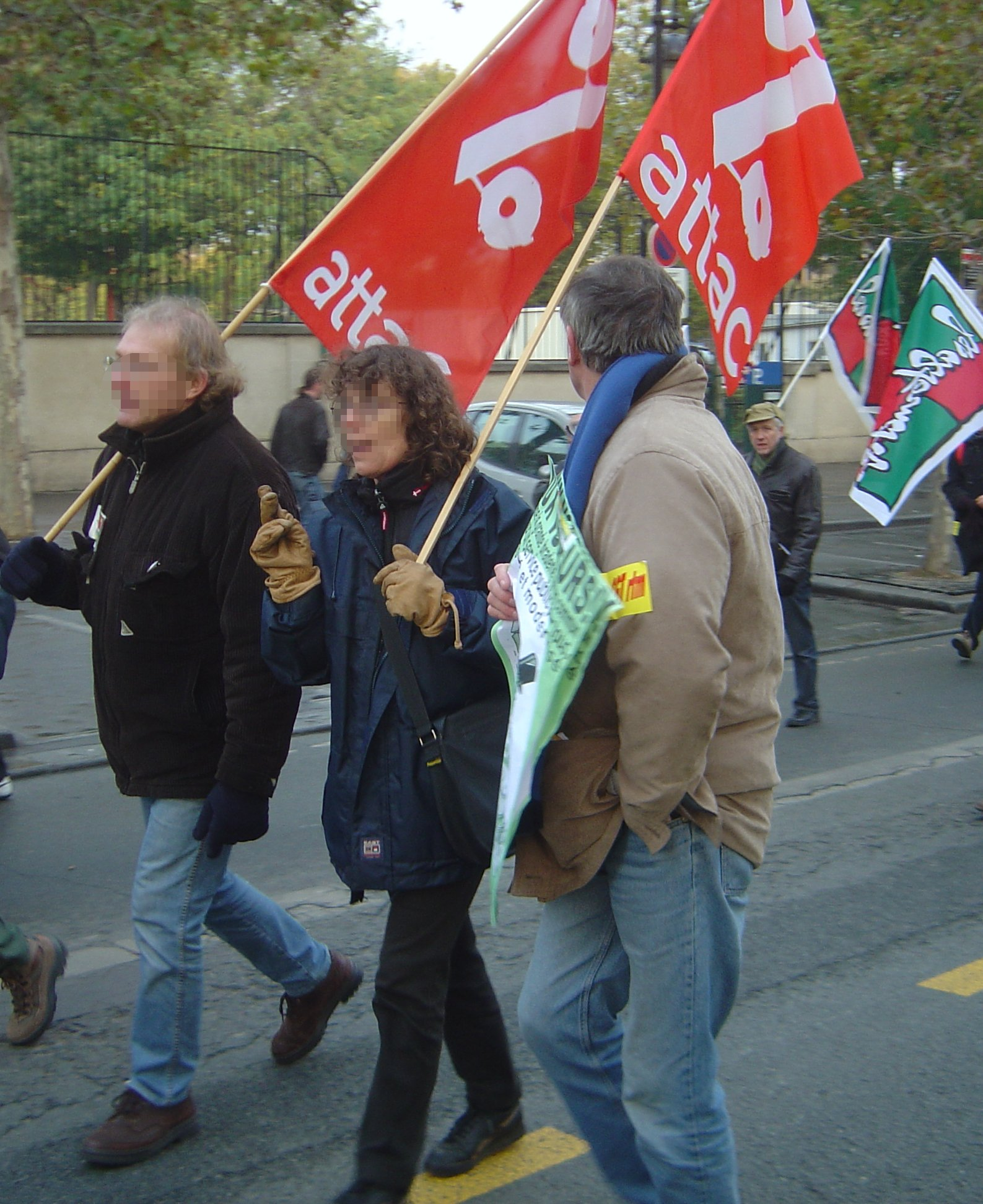
Manifestation av Attac i Paris 2005.

Attac (franska: Association pour une Taxation des Transactions Financières pour l'Aide aux Citoyens; "föreningen för beskattning av kapitaltransaktioner för medborgarnas bästa") är ett internationellt globaliseringskritiskt nätverk bildat 1998 i Frankrike, som bland annat förespråkar införandet av en internationell valutatransaktionsskatt, så kallad Tobinskatt.

## Attacs syfte
Genom aktioner, demonstrationer, opinionsbildning och folkbildning vill rörelsen verka för en mer jämlik världsordning samt för en begränsning av marknadens inflytande till förmån för vad organisationen ser som mer demokratiska institutioner. Ett av Attacs viktigaste förslag är införandet av den så kallade Tobinskatten, en global skatt på valutatransaktioner. Organisationen vill även avskaffa skatteparadisen, motverka spekulation med pensionspengar, avskriva de fattigaste ländernas skulder, verka för handelsregler som enligt organisationen gynnar en hållbar och rättvis utveckling, samt hejda och utreda privatiseringar. Organisationen är inte knuten till något politiskt parti, men har en klar vänsterprägel.

## Attacs historia
Attac bildades 1998 i Frankrike efter att Ignacio Ramonet skrivit en ledare i tidskriften Le Monde diplomatique där han efterlyste en rörelse som kunde ifrågasätta "den enda vägens politik" och mobilisera människor för alternativa lösningar. Det innebär i praktiken ett ifrågasättande av en oreglerad finansmarknad och av nyliberalismen som ideologi. Förslag på lösningar innefattar internationell beskattning på kapital, avskaffandet av skatteparadisen med mera och återfinns i rörelsens programförklaring.
Rörelsen fick sitt uppsving i samband med protesterna mot Världshandelsorganisationen i Seattle 1999. Attac har sedan dess synts på ett flertal toppmöten världen över i samband med bland annat Världshandelsorganisationens, Internationella valutafondens, G8:s och Europeiska unionens toppmöten. Attac har tillsammans med många andra organisationer hjälpt till att initiera och sprida mötesformen World Social Forum som hade premiär i den brasilianska staden Porto Alegre 2001.
I början på 2006 hade organisationen över 90 000 medlemmar i 39 länder runt om i världen.

## Attac Sverige
Attac Sverige bildades 6-7 januari 2001 som en självständig del av den internationella attacrörelsen. Attac blev i Sverige kraftigt förknippat med EU-toppmötet i Göteborg 2001. Många beskyllde också Attac för att ligga bakom de kravaller som förekom under EU-toppmötet. Göteborgskommittén, den utredningsgrupp som regeringen tillsatte efter toppmötet, har dock i efterhand frikänt Attac från alla anklagelser. Attac Sverige har också ända sedan starten icke-våld inskrivet i sina stadgar.
Attac Sverige är uppbyggt av olika nätverk och lokalavdelningar. Lokalgrupper, nätverk och enskilda medlemmar har relativ stor frihet att själva driva frågor och representera organisationen utåt så länge de följer stadgar och den gemensamt antagna programförklaringen. Verksamheten är uppbyggd kring opinionsbildning gentemot politiker och beslutsfattare, studiecirkelverksamhet och folkbildning samt mobilisering, kampanjer och demonstrationer. En namnändring har diskuterats då namnet ibland ses som våldsklingande.

## Källhänvisningar
1. ↑  "Attac". NE.se. Läst 29 oktober 2014.
2. ↑  ”Betänkande från Göteborgskommittén, SOU 2002:122”. Sveriges Riksdag, SOU Statens Offentliga Utredningar. december 2002. https://data.riksdagen.se/fil/4718282F-393C-446D-A6A4-2DFF4EC00100. Läst 7 maj 2019.